# Emilianów (powiat tomaszowski)
Emilianów – wieś w Polsce położona w województwie łódzkim, w powiecie tomaszowskim, w gminie Lubochnia. 
Przez miejscowość przebiega droga krajowa nr 8.
W latach 1975–1998 miejscowość należała administracyjnie do województwa piotrkowskiego.